# باشگاه والیبال شهداب یزد
باشگاه والیبال شهداب یزد یک باشگاه والیبال ایرانی است و زیر نظر مجموعه باشگاه فرهنگی ورزشی شهداب یزد می‌باشد. این تیم موفق شد در سال ۱۴۰۰ قهرمان لیگ برتر والیبال ایران شود و جواز حضور در مسابقات قهرمانی آسیا را کسب کند.
مالک این تیم مجتمع صنعتی معدنی شهداب یزد است.

## بازیکنان
- ایلشن داوودی پور
- مهرداد بابایی
- سعید جواهری توانا
- رامین خانی
- محمدرضا مؤذن
- امیرحسین فتاحی
- محمد ولی زاده
- میثم صالحی
- مهدی مهدوی(C)
- محمد ولی زاده
- یونس قلیچ نیازی
- علی اصغر میرحسینی (L)
- محمدرضا حضرت پور
- مسعودغلامی
- بهزاد حیدرشاهی

## ورزشگاه
ورزشگاه ۳۰۰۰ نفری شاهدیه یزد محل تمرین و بازی تیم والیبال شهداب یزد است. این ورزشگاه به‌طور غیررسمی بین مردم به ورزشگاه ۶۰۰۰ نفری شهرت دارد، اما طبق گفتهٔ امیر شرافت، مدیرعامل باشگاه شهداب یزد، ظرفیت دقیق این ورزشگاه ۳۲۰۳ نفر است.

## افتخارات
شهداب یزد در لیگ برتر والیبال ایران سال ۱۴۰۰ با پیروزی مقابل پیکان تهران و در سال ۱۴۰۱با پیروزی مقابل لبنیات هراز آمل به مقام قهرمانی رسید.

### کشوری
- لیگ برتر
  - قهرمان(۱): ۱۴۰۰
  - قهرمان(۲): ۱۴۰۱

### آسیایی
- قهرمانی باشگاه‌های آسیا
  - سوم(۱): ۲۰۲۲
  - دوم(۱): ۲۰۲۴